# نروژین ایر بریتانیا
نروژین ایر بریتانیا (انگلیسی: Norwegian Air UK) شرکت هواپیمایی بریتانیایی است، که در سال ۲۰۱۵ توسط بیورن کیوس تأسیس شد. 